# 美馬中継局
美馬中継局（みまちゅうけいきょく）は、徳島県美馬市の旧美馬郡美馬町域にあるアナログテレビとFM放送の中継局である。

## 概要
- 当中継局は、美馬市美馬町字梅久保に置かれ、旧美馬町域に電波を発射している。
- なお、美馬市美馬町内にあるデジタルテレビ中継局については、三頭山中継局を参照のこと。

## 中継局概要

### アナログテレビ放送
| チャンネル 番号 | 放送局名     | 空中線 電力       | ERP                 | 偏波面   | 放送対象 地域 | 放送区域 内世帯数 | 運用開始日     |
| 2               | NHK 徳島総合 | 映像3W/ 音声750mW | 映像6.7W/ 音声1.65W | 垂直偏波 | 徳島県        | -                 | 1967年 3月19日 |
| 10              | JRT 四国放送 | 映像3W/ 音声750mW | 映像6W/ 音声1.5W    | 垂直偏波 | 徳島県        | -                 | 1967年 3月25日 |
| 12              | NHK 徳島教育 | 映像3W/ 音声750mW | 映像6.1W/ 音声1.5W  | 垂直偏波 | 全国          | -                 | 1968年 5月25日 |

- 2011年7月24日をもってすべて廃止された。

### FM放送
| 周波数  | 放送局名   | 空中線 電力 | ERP | 偏波面   | 放送対象 地域 | 放送区域 内世帯数 | 運用開始日    |
| 85.6MHz | NHK 徳島FM | 10W         | 20W | 垂直偏波 | 徳島県        | -                 | 1970年 2月5日 |

- 所在地： 徳島県美馬市美馬町字梅久保[3]